# Hauptpost Marburg

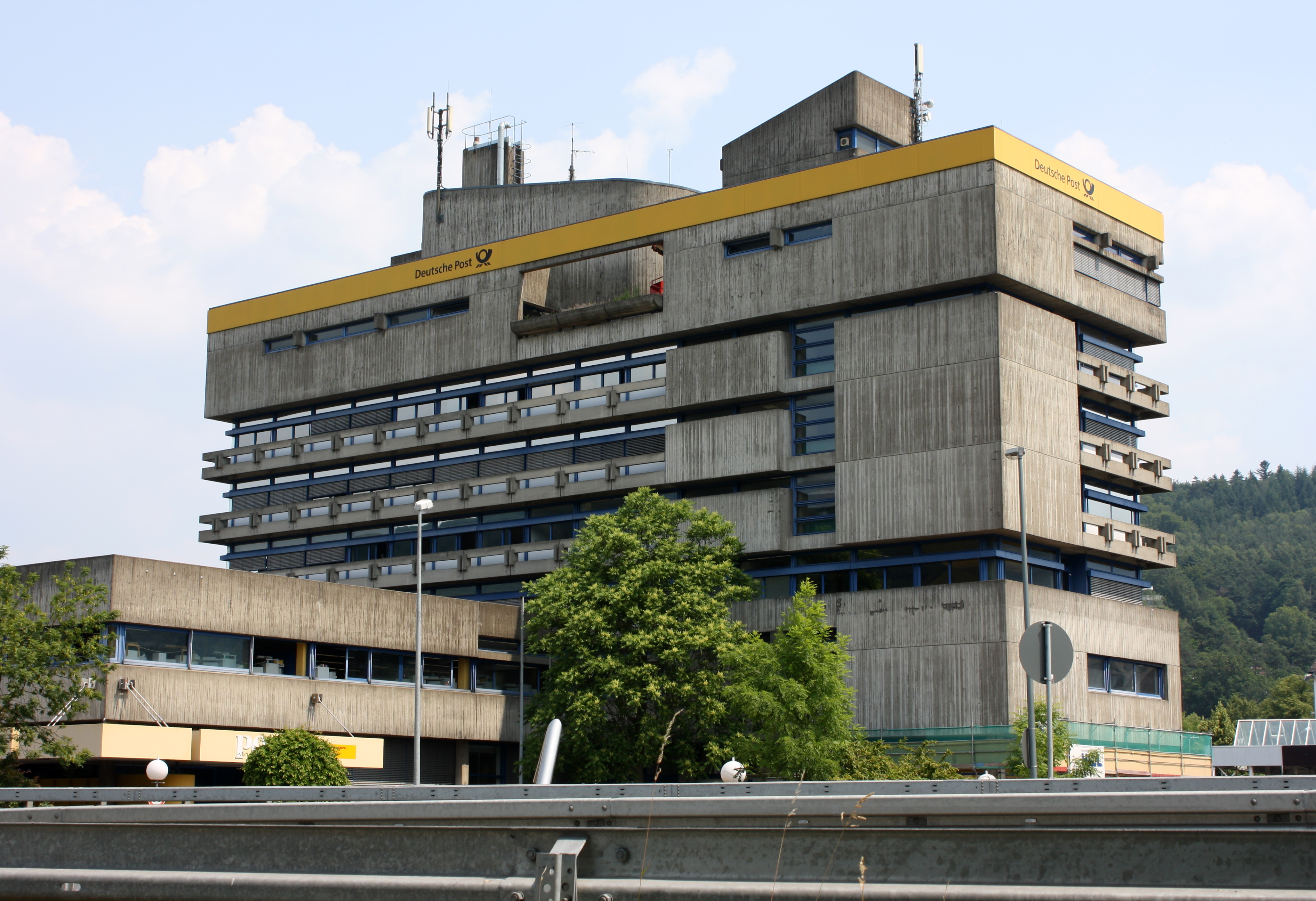
Das Gebäude der ehemaligen Hauptpost Marburg

Die Hauptpost Marburg ist ein markantes Gebäude in der Zimmermannstraße 2, das 1976 nach den Plänen des Architekten Johannes Möhrle von der Oberpostdirektion Frankfurt/Main erbaut wurde. Das Postgebäude ist ein herausragendes Beispiel für den Brutalismus der 1970er Jahre und stellt eine wichtige Architekturentscheidung im Kontext des öffentlichen Bauens im Marburg der damaligen Zeit dar. Die Gestaltung des Gebäudes orientierte sich an den architektonischen Strömungen, die durch Möhrles Reisen in die Schweiz und nach Holland beeinflusst wurden.

## Geschichte und Nutzung
Das Gebäude wurde als Postamt Marburg errichtet und nahm einen großen Teil der Postdienstleistungen in der Stadt auf. Nach der Umstrukturierung des Postbetriebs wurde das Gebäude auch für andere Zwecke umgenutzt. Die Schalterhalle im Erdgeschoss existiert nicht mehr, und die Räume wurden den geänderten Bedürfnissen angepasst. Der Verwaltungstrakt beherbergt mittlerweile verschiedene Diensträume, Sitzungszimmer und soziale Einrichtungen, wie eine Cafeteria und einen Fitnessraum.

## Architektur
Das Postgebäude hat eine Betriebsfläche von 8600 m² und besteht aus einem langen Flachbau, in den sich ein siebengeschossiger Verwaltungstrakt einfügt. Die Struktur des Gebäudes basiert auf einem Stahlbetonskelettbau und einer schalungsrauen Sichtbetonfassade mit versetzter Brettstruktur, die markante Merkmale des Brutalismus widerspiegeln.
Die Architektur zeichnet sich durch eine starke horizontale Gliederung aus, die durch die zurückgesetzten Fensterbänder in den Obergeschossen aufgelockert wird. Das transparente Erdgeschoss, das durch ein Fensterband von den oberen Geschossen getrennt ist, lässt den Eindruck entstehen, dass der Baukörper auf freistehenden Stützen ruht. Der Verwaltungstrakt wird durch markante Dachaufbauten ergänzt, die technischen Einrichtungen wie Klimaanlagen und Schornsteine beherbergen.
In den Ecken des Bauwerks, an der südwestlichen und nordöstlichen Seite, werden diese horizontalen Betonierungen durch geschlossene Flächen durchbrochen, hinter denen sich die Treppenhäuser verbergen.

## Plastik von Erich Hauser
An der Südwestecke des Gebäudes befindet sich eine Plastik von Erich Hauser, die 1976 aus Edelstahlrohren gefertigt wurde. Mit ihren scheinbar wahllosen Knicken und der dynamischen Ausbreitung stellt sie einen markanten Kontrast zum kantigen Bauwerk der Hauptpost dar. Die Plastik, die aus einem glänzenden Edelstahlrohr besteht, erhebt sich über dem gepflasterten Vorplatz des Postgebäudes und erzeugt ein unübersichtliches, aber kunstvoll verändertes Rohrgefüge.
Hausers Kunstwerke sind bekannt für die Irritation, die sie im städtischen Raum auslösen. Die abstrakte Form des Werks, das keinerlei traditionelle Bedeutung abbildet, war zunächst von einigen Marburgern, einschließlich Postbediensteten, kritisiert worden. Trotz der anfänglichen Ablehnung hat das Werk seitdem seinen Platz im öffentlichen Raum gefunden und wird als provokante Auseinandersetzung mit der Funktionalität und Ästhetik von öffentlicher Kunst betrachtet.

## Denkmalschutz
Das Postamt Marburg wurde aufgrund seiner Architektur und seiner Bedeutung als Beispiel des Brutalismus als Kulturdenkmal eingestuft. Es ist ein herausragendes Beispiel für den öffentlichen Bau der 1970er Jahre und gilt als ein Zeugnis der damaligen architektonischen Strömungen.